# الحل اسمه نظيرة (فلم)
فيلم مصري تم عرضه في 1 يناير 1982 ومدة الفيلم 100 دقيقة وهو من تاليف الكاتب الكبير الأديب نجيب محفوظ.ومن إخراج سعيد عبد الله 

## قصة الفيلم
تدور احداث الفيلم حول موظف بسيط اسمه (أحمد البرنس) قام بدوره الفنان سعيد صالح حيث أنه تجمع بينه وبين أحد زميلاته علاقة حب، ويتفقان على الزواج، لكنه تقابله متاعب ومصاعب مادية كبيرة، لانه موظف بسيط وليس لديه المال الكافي فيحاول العمل في أكثر من وظيفة لكي تدر له دخلًا من بينها تجارة الشنطة، وتهريب الملابس من ولاينجح. غي عمله يطلب مساعدة من عمته الثرية (نظيرة) التي قامت بدررا الفنانة (عقيلة راتب) ولاتوافقً على مساعدته مع انه ابن اخيها فيطمع للحصول على ميراثه منها فيخطط لذلك

## طاقم العمل

### أبطال الفيلم
- سعيد صالح
- ليلى علوي
- عقيلة راتب
- بدر الدين جمجوم
- سامي العدل
- بدر نوفل
- وحيد سيف
- توفيق الكردي
- سيد عبدالباسط
- فاروق علي
- حسان اليماني
- بدرية عبدالجواد
- سمير رستم
- حسين الشريف
- متولي علوان
- سعيد مصطفى
- مصطفى توفيق
- فتحية شاهين
- جمال شبل
- حسن حسني
- علي عرابي
- سيد العربي
- صالح الإسكندراني
- أحمد أبو عبية
- سيد شاهين
- نوال هاشم
- ماهر شفيق
- إبراهيم سعفان
- ناهد إسماعيل
- نادية شمس الدين

### الإنتاج
- أفلام التليفزيون - ج.م.ع.  (منتج)
- ممدوح الليثي.     (منتج منفذ)
- زكريا منطاوي.     (الإدارة المالية)
- يوسف عثمان.      (الإدارة المالية)
- سيد أبو السعود.    (مدير الإنتاج)
- عماد عبد الله.     (م. إنتاج)
- سعد أنور.    (رئيس الإنتاج الدرامي)

### مونتاج
- علوي فايد.      (مونتير).
- أحمد داود.     (مساعد مونتير أول).
- صفية عبد الفتاح.      (نيجاتيف)
- عماد عمر.     (مركب الفيلم)

### تصوير
- عبد الحليم نصر.     (مدير التصوير)
- عمرو الدويني.     (م. مصور)
- سامى نجيب.      (مصور)

### معمل
- مصر للإستوديوهات والإنتاج السينمائي (مصر للاستوديوهات).     (الطبع والتحميض)
- ماجد موسى.    (تصحيح الألوان)
- سعد عبد الرحمن.      (مدير عام المعامل)

### إخراج
- سعيد عبد الله     (مخرج)
- ماهر شفيق.    (مساعد مخرج أول)
- توفيق حمزة.       (مساعد مخرج)

### تأليف
- نجيب محفوظ.       (مؤلف}
- سعيد عبد الله.    (سيناريو وحوار)•

### مكياج
- محيي الشيمي.    (ماكيير)
- محمد حسني.   (كوافير)

### صوت
- مصطفى البيومي.       (مهندس الصوت)
- مجدي كامل.      المكساج)

### أدوار متعددة
- قطاع الشئون المالية والاقتصادية - اتحاد الإذاعة والتلفزيون (ج.م.ع).  (موزع)
- جلال زهرة.    (ريجيسير)
- ادوار خياط.      (فوتوغرافيا)
- جمال سلامة.      (الموسيقى التصويرية)
- الشحري.   (المقدمة)
- ليلى سالم.     (تصميم ملابس)

## وصلات خارجية
- مقالات تستعمل روابط فنية بلا صلة مع ويكي بيانات
- الحل اسمه نظيرة على موقع كاروهات
- الحل اسمه نظيرة على موقع الدهليز
- الحل اسمه نظيرة  على موقع شاهد فور
- الحل اسمه نظيرة  على موقع سمعها
- الحل اسمه نظيرة  على موقع ماي سيما
- الحل اسمه نظيرة  على موقع فيلم
- الحل اسمه نظيرة  على موقع نجومي
- الحل اسمه نظيرة  على موقع دندنها